# Jindřich II. Navarrský
Jindřich II. Navarrský (španělsky: Enrique II., baskicky: Henrike II.; 18. dubna 1503 Sangüesa – 25. května 1555 Hagetmau) byl nejstarší syn Jana III. Navarrského a jeho manželky Kateřiny I. Navarrské, která byla sestrou a dědičkou Františka I. Navarrského. Byl přezdíván Sangüesino, protože se narodil ve Sangüese.

## Život
Po neúspěšném znovudobytí Navarry v roce 1516 umírá Jan III. Navarrský a o rok později, roku 1517, umírá i Kateřina I. . Jindřich byl uznán jako Král Navarry a následně byl v Lescar korunován. Titul si nárokoval i Ferdinand II. Aragonský, který vpadl do země. V tomto nárokování pokračoval i jeho vnuk Karel V. Jindřich II. byl pod ochranou Františka I. Francouzského.  
Jindřichu II. bylo 13 let když se stal králem v únoru roku 1517. Jeho sestra, Anna Navarrská, byla jmenovaná jako jeho regentka až do jeho 15 let, kdy byl 18. dubna 1518 prohlášen za plnoletého. Jelikož však Jindřich pobýval mimo Navarru, jeho sestra ho zastupovala i nadále.  

Podpis Jindřicha II. Navarrského

Po neúspěšných konferencích v Noyonu v roce 1516 a v Montpellieru v roce 1518 bylo v roce 1521 vynaloženo aktivní úsilí o jeho faktické ustavení v Pamploně a na okupovaném území.  Francouzská a navarrská expedice se znovu pokusila o znovudobytí okupované Navarry, v květnu 1521 dobyla Pamplonu , ale nakonec byla Karlem po bitvě u Noainu v červnu 1521 odražena.
V roce 1525 byl Jindřich zajat v bitvě u Pavie, ale podařilo se mu uprchnout a v roce 1526 se oženil s Markétou, sestrou francouzského krále Františka I. a vdovou po Karlu, vévodovi z Alençonu. V roce 1530, po uzavření Cambrajské smlouvy mezi Kastilií a Francií, Karel V. evakuoval nejsevernější hrabství (merindad) Navarry, Dolní Navarru , a umožnil Jindřichovi zmocnit se jí. Pyrenejská hranice mezi Dolní a Horní Navarrou nyní tvoří v tomto sektoru francouzsko-španělskou hranici.  
Jindřich velice sympatizoval s Hugenoty. Dle seigneura de Branômea, Jindřich mluvil plynně jak Francouzsky tak Španělsky.
Jindřich II. umírá v Hagetmau 25. května 1555.

## Manželství a potomci
V roce 1526 se Jindřich oženil s Markétou Navarrskou, sestrou Františka I. Francouzského a vdovou po vévodovi z Angoulême. S Markétou měl dvě děti:
- 1. Jana III. Navarrská (7. 1. 1528 Saint-Germain-en-Laye – 9. 6. 1572 Paříž)[4]
  - I. ⚭ 1541 Vilém z Jülich-Cleves-Bergu (28. 7. 1516 Düsseldorf – 5. 1. 1592 tamtéž), vévoda z Jülich-Kleve-Bergu, manželství bylo 12. října 1545 anulováno papežským dispensem
  - II. ⚭ 1548 Antonín Navarrský (22. 4. 1518 La Fère – 17. 11. 1562 Les Andelys)
- 2. Jan (7. 7. 1530 – 25. 12. 1530)